# Iva Zanicchi
Iva Zanicchi (wym. [ˈiːva dzaˈnikki]; ur. 18 stycznia 1940 w Ligonchio) – włoska piosenkarka i polityk, eurodeputowana VI oraz VII kadencji.

## Życiorys
Pod koniec lat 50. ukończyła szkołę muzyczno-wokalną w Reggio nell’Emilia. Od początku lat 60. kontynuuje karierę muzyczną. Pierwszy album (Iva Zanicchi) wydała w 1965. Wcześniej brała udział w festiwalach w Castrocaro (1962) i w Zurychu (1963). W tym samym roku wystąpiła w nowojorskim Carnegie Hall. Trzykrotnie wygrywała Festiwal Piosenki Włoskiej w San Remo (w 1967, 1969 i 1974). W 1969 reprezentowała Włochy podczas finału 14. Konkursu Piosenki Eurowizji z utworem „Due grosse lacrime bianche”, z którym zajęła 13. miejsce. W trakcie kariery muzycznej współpracowała m.in. z Mikisem Theodorakisem.
Opublikowała książki Polenta di Castagne (w 2000) i I Prati di Sara (w 2004).
W wyborach w 2004 bez powodzenia z ramienia Forza Italia kandydowała do Parlamentu Europejskiego. Mandat europosła objęła jednak w 2008 w miejsce innego z deputowanych, wybranego w tym samym roku do parlamentu włoskiego. Utrzymała go także po wyborach europejskich w 2009. Należała do Ludu Wolności. Po faktycznym rozwiązaniu PdL została członkinią reaktywowanej w 2013 partii Forza Italia. W 2014 nie uzyskała europarlamentarnej reelekcji.

## Dyskografia

### Albumy
- 1965: Iva Zanicchi
- 1967: Fra noi
- 1968: Unchained Melody
- 1970: Iva senza tempo
- 1970: Caro Theodorakis... Iva
- 1971: Caro Aznavour
- 1971: Shalom
- 1972: Fantasia
- 1972: Dall'amore in poi
- 1973: Le giornate dell'amore
- 1973: Dolce notte santa notte (album natalizio)
- 1974: Io ti propongo
- 1974: ¿Chao Iva còmo estas? (1° album in spagnolo, per il mercato latino)
- 1975: Io sarò la tua idea
- 1976: Confessioni
- 1976: The Golden Orpheus '76 (live in Bulgaria)
- 1976: Cara Napoli
- 1978: Con la voglia di te
- 1978: Playboy
- 1980: D'Iva
- 1980: D'Iva (in spagnolo) (2° album in spagnolo, per il mercato latino)
- 1981: Iva Zanicchi
- 1981: Nostalgias (3° album in spagnolo, per il mercato latino)
- 1982: Yo, por amarte (4° album in spagnolo, per il mercato latino)
- 1984: Quando arriverà
- 1984: Iva 85
- 1987: Care colleghe
- 1988: Nefertari
- 1991: Come mi vorrei
- 2003: Fossi un tango
- 2009: Colori d’amore
- 2013: In cerca di te

### Single
- 1963: „Zero in amore / Come un tramonto”
- 1963: „Tu dirai/Sei ore”
- 1964: „Come ti vorrei/La nostra spiaggia”
- 1964: „Credi/Resta sola come sei”
- 1964: „Come ti vorrei / Chi potrà amarti”
- 1965: „I tuoi anni più belli / Un altro giorno verrà”
- 1965: „Accarezzami amore / Mi cercherai”
- 1965: „Caro mio / Non tornar mai”
- 1966: „La notte dell'addio / Caldo è l'amore”
- 1966: „Fra noi / Gold Snake”
- 1966: „Ma pecché / Tu saje a verità”
- 1966: „Monete d’oro / Ci amiamo troppo”
- 1967: „Non pensare a me / Vita”
- 1967: „Quel momento / Dove è lui”
- 1967: „Le montagne (ci amiamo troppo) / Vivere non vivere”
- 1967: „Dolcemente / Come stai bene e tu?”
- 1968: „Per vivere / Non accetterò”
- 1968: „Amore amor / Sleeping”
- 1968: „La felicità / Anche così”
- 1968: „La felicità / Ci vuole così poco”
- 1968: „Senza catene / Diverso dagli altri”
- 1969: „Zingara / Io sogno”
- 1969: „Due grosse lacrime bianche / Tienimi con te”
- 1969: „Un bacio sulla fronte / Accanto a te”
- 1969: „Che vuoi che sia / Perché mai”
- 1969: „Vivrò / Estasi d’amore”
- 1970: „L'arca di Noé / Aria di settembre”
- 1970: „Un uomo senza tempo / Un attimo”
- 1970: „Un fiume amaro / Il sogno é fumo”
- 1970: „Un fiume amaro / Tienimi con te”
- 1970: „Una storia di mezzanotte / Il bimbo e la gazzella”
- 1971: „La riva bianca,la riva nera / Tu non sei più innamorato di me”
- 1971: „Coraggio e paura / Sciogli i cavalli al vento”
- 1972: „Ma che amore / Il mio bambino”
- 1972: „Nonostante lei / Non scordarti di me”
- 1972: „Alla mia gente / Dall'amore in poi”
- 1972: „La mia sera / Il sole splende ancora”
- 1972: „Mi ha stregato il viso tuo / A te”
- 1973: „I mulini della mente / Basterà”
- 1973: „Le giornate dell'amore / Chi mi manca é lui”
- 1973: „White Crhistmas/ Natale dura un giorno”
- 1974: „L'indifferenza / Sarà domani”
- 1974: „Ciao cara come stai? / Vendetta”
- 1974: „Testarda io / Sei tornato a casa tua”
- 1975: „Testarda io / E la notte é qui”
- 1975: „Io sarò la tua idea / Jesus”
- 1976: „Mamma tutto / Dormi,amore dormi”
- 1976: „I discorsi tuoi / Confessioni”
- 1977: „Arrivederci padre / Che uomo sei”
- 1977: „Munasterio 'e Santa Chiara / 'O destino”
- 1977: „Mal d’amore / Selvaggio”
- 1978: „Con la voglia di te / Sei contento”
- 1979: „Per te / Pronto 113”
- 1979: „La valigia / Ditemi”
- 1979: „A parte il fatto / Capirai”
- 1981: „Ardente / E tu mai”
- 1983: „Aria di luna / Amico”
- 1984: „Chi (mi darà) / Comandante”
- 1984: „Quando arriverà / Sera di vento”
- 1985: „Da domani senza te / Aria di luna”
- 1987: „Volo / Uomini e no”
- 2001: „Ho bisogno di te”
- 2009: „Ti voglio senza amore”